# Phenacogrammus stigmatura
Phenacogrammus stigmatura är en fiskart som först beskrevs av Fowler, 1936.  Phenacogrammus stigmatura ingår i släktet Phenacogrammus och familjen Alestidae. IUCN kategoriserar arten globalt som otillräckligt studerad. Inga underarter finns listade i Catalogue of Life.